# Columbia (houblon)
Pour les articles homonymes, voir Columbia.
Ne doit pas être confondu avec la variété Columbus, super-amérisante.
Le Columbia est une variété américaine de houblon (Humulus lupulus) ; destiné à la production de bière, avec un profil plutôt aromatique, il n’a jamais été commercialisé. Il est également connu sous le code international CBA (ou CB), ainsi que sous son identifiant de développement 6761-61, et celui de commercialisation USDA 21040 — où « USDA » désigne le département américain de l’Agriculture qui a rendu la variété publique en 1975-1976.

## Historique

### Contexte et origines
Après la fin de la Prohibition américaine en 1933, le département américain de l’Agriculture (USDA) rétablit un programme de sélection du houblon au campus de Corvallis du Oregon State College, historiquement consacré à l’agriculture et future université d’État de l’Oregon (OSU).
Les brasseries importent alors des houblons aromatiques « nobles » européens, bon marché, utilisant le Cluster pour amériser. Les recherches de l’USDA visent donc, outre la lutte contre certains parasites, à développer des variétés locales plus aromatiques, ou au meilleur rendement.

### Anheuser-Busch en 1967
En 1967, l’entreprise Anheuser-Busch, plus gros brasseur américain, demande dans ce contexte à Alfred Haunold, nouveau directeur du département américain de l’Agriculture, de développer une variété de remplacement du Fuggle (nl) britannique ; l’objectif est notamment d’obtenir une variété avec un meilleur rendement dans les champs des États du Nord-Ouest (le Fuggle étant l’une des principales variétés cultivées là alors, avec le Brewer’s Gold), et de contourner les difficultés d’importation du Fuggle depuis le Royaume-Uni (ou des plants de Yougoslavie, devenus le Styrian de Slovénie).

### Columbia et Willamette
Le croisement no 6761, entre du Fuggle tétraploïde et du Fuggle historique diploïde, est réalisé dès 1967, et la sélection de plusieurs variétés en 1969. En 1975, six cultivars sont présentés. Le Columbia, alors connu comme 6761-61, est plébiscité par le groupe de test, mais le choix du brasseur en chef d’Anheuser-Busch, Frank Schwaiger, se porte sur le cultivar 6761-117, qui deviendra le très important Willamette (nl),,. Les quelques surfaces de test du Columbia, dont surtout un petit hectare (2 acres) planté par Goschie Farms dans la vallée de la Willamette, sont détruites dans la foulée.

### Columbia et Meridian
En 2006, Anheuser-Busch recontacte Goschie Farms pour faire des tests avec différentes variétés de houblons, dont le Columbia ; une petite surface est replantée. Mais la vente d’Anheuser-Busch à InBev en 2008 entraîne l’abandon de l’expérimentation, et de fait la destruction des plants.
Le groupe Indie Hops est intéressé par la variété ; et Goschie Farms garde des rhizomes sous l’identifiant W12244. Une culture est lancée et commercialisée en 2011, mais il est découvert qu’il ne s’agit pas de Columbia, mais d’un croisement sauvage. La variété est baptisée Meridian,.

## Caractéristiques
Du fait de son historique, les caractéristiques connues du Columbia sont celles qui ont été publiées à son enregistrement.

### Amertume et conservation
| Mesure       | Min.  | Moy.  | Max.   |
| ------------ | ----- | ----- | ------ |
| Acides alpha | 6,8 % | 8,8 % | 11,5 % |
| Acides bêta  | 2,9 % | 4,0 % | 5,6 %  |

La variété a un taux moyen de cohumulone, autour de 40 % des acides alpha générés ; cet acide alpha est tenu usuellement responsable d’une amertume « dure », et son taux varie selon les variétés d’environ 20 % à 65 %.
Le Columbia a été considéré comme très facile à stocker, plus que le Willamette (nl). Le rapport des acides alpha par bêta, largement supérieur à 1, indique une certaine perte d’amertume avec le vieillissement de la bière.

### Arômes
| Huile         | Moy.   |
| ------------- | ------ |
| Myrcène       | 54,6 % |
| Humulène      | 16,7 % |
| Caryophyllène | 7,3 %  |
| Farnésène     | 4,1 %  |
| Autres        | 17,3 % |

L’arôme du Columbia est plutôt terreux et fruité, proche de celui de son parent le Fuggle (nl) ou de sa variété sœur le Willamette (nl). Son taux d’humulène (16,7 % en moyenne) avoisine celui des houblons « nobles » européens.
Le ratio entre humulène et caryophyllène n’est en moyenne que de 2,26 (donc inférieur à celui du Willamette (nl), de 2,89) ; ce ratio est souvent jugé important pour l’aromatique, notamment pour un côté floral ou herbeux.

### Culture et résistances
La variété arrive à maturité entre milieu et fin de saison, un peu après le Willamette (nl). Les cônes sont plutôt petits, et les feuilles vert foncé. Le Columbia est considéré comme vigoureux, et ayant un bon rendement.
Les tests ont montré qu’il était (comme le Willamette (nl)) résistant au mildiou et plutôt résistant à la verticilliose, et aucune infection aux virus des taches annulaires et de la mosaïque du houblon n’a été répertoriée alors.